# Провулок Галшки Гулевичівни
Прову́лок Га́лшки Гуле́вичівни — провулок у Голосіївському районі міста Києва, місцевість Саперна слобідка. Пролягає від Стратегічного шосе до вулиці Уласа Самчука.
Прилучаються провулки Грабовського та Стратегічний.

## Історія
Провулок виник у 1950-х роках під назвою Нова вулиця. 1955 року отримав назву провулок Столєтова, на честь російського фізика, почесного члена Київського університету Олександра Столєтова. 
Сучасна назва на честь Галшки Гулевичівни, меценатки, фундаторки Київського Братського Богоявленського монастиря та Київської братської школи — з серпня 2022 року.